# Avenida Nueva York
La avenida Nueva York (en inglés:New York Avenue) es una de las avenidas diagonales radiales a la Casa Blanca en Washington D. C. La avenida es de sentido este-oeste localizada en los cuadrantes noroeste y noreste de la ciudad  y conecta el centro los puntos este y norte de la ciudad vía la Carretera John Hanson y Baltimore-Washington Parkway en Cheverly, Maryland.
La avenida Nueva York es la U.S. Highway 50 que pasa al noreste y hacia el noroeste hasta la 6.ª Calle, NO Además, es la U.S. Highway 1 Alternate desde Bladensburg Road, NE, hasta 6th Street, N.W.  El extremo norte se encuentra en la Interestatal 395 y está señalizada como avenida Nueva York y 4.ª Calle, NO. En esa intersección, el tráfico de la avenida Nueva York en ambas direcciones se conecta con la Interestatal 395, pero el tráfico con la Interestatal 395 es solamente al este hacia la avenida Nueva York.